# Stefan Wachner
Stefan Wachner (* 22. November 1964 in Frankfurt an der (Oder)) ist ein deutscher Kameramann und Autor.

## Leben
Nach dem Abitur an der „Spezialschule physikalisch-technischer Richtung C. F. Gauß“ (heute  Gauß-Gymnasium Frankfurt an der Oder) 1983, dem Grundwehrdienst in der NVA und einem Volontariat beim DDR-Fernsehen studierte er von 1986 bis 1990 an der Hochschule für Film und Fernsehen „Konrad Wolf“ in Potsdam-Babelsberg (heute Filmuniversität Babelsberg „Konrad Wolf“) u. a. bei Werner Bergmann. Seitdem ist er freischaffender Kameramann, Regiekameramann und Autor. Im Jahr 2016 gründete er den gemeinnützigen Verein „Des Netzwerk engagierter Zeitgenossen - Das NeZ e.V.“ und betrieb von 2018 bis 2024 den Internetblog www.guenstige-intelligenz.de. Seit 2019 leitet er eine Foto-AG und einen Medienworkshop im Rahmen des Ganztages am Max-Planck-Gymnasium Berlin. Am 22. November 2024 erschien sein erstes Buch "Gegenlicht - Die Hoffnung stirbt zuletzt" bei salomon enterprises.
Wachner war Gründer des „Netzwerkes engagierter Zeitgenossen – Das NeZ e.V.“.

## Filmographie
- 1993: Oben-Unten (Kinospielfilm)
- 1998: Knorkator "Böse" (Musikvideo)
- 1999: Dr. Stefan Frank – Der Arzt, dem die Frauen vertrauen (Fernsehserie)
- 2001: Ninas Geschichte (Kinospielfilm)
- 2001: Verdammte Gefühle (Fernsehfilm)
- 2003: Wilsberg: Wilsberg und der stumme Zeuge (Fernsehreihe)
- 2003: Broti und Pacek (Fernsehserie 3 Folgen)
- 2003: Die Camper (Fernsehserie 3 Folgen)
- 2003–2006: Abschnitt 40 (Fernsehserie 11 Folgen)
- 2004: Ein Fall für Zwei (Fernsehserie)
- 2005: Playa del Futuro
- 2006–2007: GSG 9 (Fernsehserie, 5 Folgen)
- 2007: Deadline – Jede Sekunde zählt (Fernsehserie, 2 Folgen)
- 2010: Tiere bis unters Dach (Fernsehserie, 2 Folgen)
- 2010: Hans Zimmer – der Sound für Hollywood (Dokumentarfilm)
- 2011–2013: SOKO Köln (Fernsehserie, 5 Folgen)
- 2011: Die Draufgänger (Fernsehserie 3 Folgen)
- 2012: Was verdient Ostdeutschland (Dokumentarfilm)
- 2013: Marie Brand und die Engel des Todes (Fernsehfilm)
- 2013–2015: Exakt – so leben wir (Dokuserie 3)
- 2014: Kiezsauna (Kinowerbespot)
- 2014: Wir lieben Kühe (Commercial)
- 2015–2017: Lebensretter (Dokuserie)
- 2017: Die Spur der Ahnen (Dokuserie)
- 2018: Letzte Spur Berlin (Fernsehserie, 3 Folgen)
- 2021: Sind wir alle unterkuschelt? (Dokumentarfilm)
- 2022: Zufall Mensch? Der kleine Schritt zum großen Gehirn (Dokumentarfilm)
- 2023: Kinderhilfe Berlin Geschwisterarbeit: Reiten (5 Kurzfilme)

## Veröffentlichungen
- "Gegenlicht - Die Hoffnung stirbt zuletzt", salomon enterprises, 2024, ISBN 978-3-00-080615-5